# إدي أودهيامبو
إدي أودهيامبو (بالإنجليزية: Eddie Odhiambo) هو لاعب كرة قدم تنزاني في مركز الدفاع، ولد في 31 أغسطس 1985 في أروشا في تنزانيا. لعب مع أكسفورد يونايتد وستيفيناغ بوروه ونادي تاموورث ونادي تشستر سيتي ونادي ساوثهامبتون ونادي غيتزهد ونيوبورت كونتي ويوفل تاون.

## وصلات خارجية
- إدي أودهيامبو على موقع قاعدة بيانات كرة القدم.إي يو (الإنجليزية)
- إدي أودهيامبو على موقع Soccerbase.com (لاعب) (الإنجليزية)
- إدي أودهيامبو على موقع Soccerway.com (الإنجليزية)